# 하산 바로예프
하산 마하르베코비치 바로예프(러시아어: Хаса́н Махарбе́кович Баро́ев, 1982년 12월 1일~)는 러시아의 레슬링 선수이다. 2004년 하계 올림픽 남자 그레코로만형 슈퍼헤비급에서 금메달을 획득했다.